# Florence Parly
Florence Parly (ur. 8 maja 1963 w Boulogne-Billancourt) – francuska polityk, urzędnik państwowy, menedżer i przedsiębiorca, od 2017 do 2022 minister obrony.

## Życiorys
Absolwentka Instytutu Nauk Politycznych w Paryżu oraz École nationale d’administration. Od 1987 pracowała jako urzędniczka w dyrekcji ds. budżetu. W latach 1991–1993 była doradcą ministrów Michela Durafoura i Paula Quilèsa, w połowie lat 90. dołączyła do Partii Socjalistycznej. Od 1993 do 1997 zajmowała wyższe stanowiska urzędnicze w administracji rządowej, następnie do 2000 pełniła funkcję doradcy premiera Lionela Jospina ds. budżetu. W latach 2000–2002 sprawowała urząd sekretarza stanu ds. budżetu w jego gabinecie.
W 2002 bez powodzenia kandydowała do parlamentu. W latach 2003–2005 w strukturze Partii Socjalistycznej odpowiadała za sprawy gospodarki i zatrudnienia. Od 2004 do 2006 była wiceprzewodniczącą rady regionalnej Burgundii, a także przewodniczącą rady dyrektorów ARD, agencji rozwoju regionalnego (w regionie Île-de-France).
Od 2006 do 2008 pełniła funkcję dyrektora ds. strategii inwestycji w Air France. Następnie do 2013 zarządzała przedsiębiorstwem Air France Cargo, po czym do 2014 była zastępcą dyrektora generalnego w Air France. W latach 2014–2016 zajmowała stanowisko zastępcy dyrektora generalnego w Société nationale des chemins de fer français, odpowiadając za strategię i finanse. W 2016 została dyrektorem generalnym SNCF Voyageurs.
21 czerwca 2017 powołana na ministra obrony w drugim rządzie Édouarda Philippe’a. Pozostała na tym stanowisku również w utworzonym w lipcu 2020 gabinecie Jeana Castex. Dołączyła do powstałego w tym samym roku ruchu Territoires de progrès, skupiającego lewicowych stronników prezydenta. Urząd ministra sprawowała do maja 2022.

## Odznaczenia
- Kawaler Legii Honorowej – 2009[1]
- Złota i Srebrna Gwiazda Orderu Wschodzącego Słońca – Japonia, 2023[5]